# Raniero Panzieri
Raniero Panzieri ( Roma, 14 de febrero de 1921 – Turín, 9 de octubre de 1964 ) fue un político, escritor y teórico marxista italiano, considerado como el fundador del Operaísmo.

## Biografía
Raniero Panzieri nació en Roma en 1921.  Vivió en Sicilia y militó en las filas del Partido Socialista Italiano (PSI). Mientras participaba activamente en las luchas por la reforma agraria, comenzó a escribir. En 1953 fue nombrado miembro del comité central del PSI y luego, en 1957, codirector de la revista teórica Mondo operaio, que transformó en un foro de debate para la izquierda del partido. Durante este período tradujo al italiano el título más conocido de Karl Marx, El capital.
En el congreso del PSI de 1959, se opuso a un acuerdo gubernamental con el Partido Demócrata Cristiano (PDC), lo que condujo a su expulsión del partido. Luego se trasladó a Turín, donde trabajó para la editorial Einaudi. Estableció vínculos con varios grupos de sindicalistas militantes, socialistas y comunistas disidentes. Influenciado por el grupo francés Socialismo o barbarie, fundó la revista Quaderni Rossi, junto a Mario Tronti, Romano Alquati y Danilo Montaldi.
En la revuelta industrial de la plaza Statuto, en Turín, en 1962, Panzieri vio surgir el papel central de la fábrica y del trabajador. Las primeras ediciones de la revista, que buscaban explorar la vida real de la fábrica y la relación de los trabajadores con la producción, tuvieron un profundo impacto en la esfera de las luchas en el lugar de trabajo, ya que se alejaban de las posiciones habituales de los socialistas y comunistas en este ámbito. Mario Tronti se separaría en 1963 para formar la revista Classe Operaia. Esta reseña fue la cuna del Operaísmo, una tendencia marxista popular en Italia en la década de 1960. 
Panzieri murió en Turín, a los 43 años.